# Departamento Federal de Justicia y Policía
El Departamento Federal de Justicia y Policía (DFJP) (en alemán Eidgenössisches Justiz- und Polizeidepartement (EJPD), en francés Département fédéral de justice et police (DFJP), en italiano Dipartimento federale di giustizia e polizia (DFGP)) es uno de los siete departamentos del Consejo Federal de Suiza. El actual jefe del departamento es el consejero federal Beat Jans.
Tras la creación del Estado Federal en 1848, se creó el llamado Departamento de Justicia y Policía. En 1979 toma el nombre actual "Departamento Federal de Justicia y Policía".

## Dependencias
- Secretariado General (SG-DFJP)
  - Servicio para el Seguimiento de Correos y Telecomunicaciones
- Oficinas federales:
  - Oficina Federal de Justicia (OFJ)
  - Oficina Federal de Policía (fedpol)
  - Oficina Federal de Migraciones (ODM)
  - Oficina Federal de Metrología (METAS)
- Comisiones:
  - Comisión Federal de Juegos de Azar (ESBK/CFMJ)
  - Comisión Federal para la Gestión de Derechos de Autor y Derechos Conexos (CAF)
  - Comisión Nacional para la Prevención de la Tortura
- Institutos:
  - Instituto Federal de Propiedad Intelectual (IPI)
  - Instituto Suizo de Derecho Comparado (ISDC)
- Ministerio Público de la Confederación (MPC)
- Oficina de relaciones públicas

## Consejeros federales jefes del departamento
| - 1848–1849: Daniel-Henri Druey - 1850–1851: Jonas Furrer - 1852: Daniel-Henri Druey - 1853–1854: Jonas Furrer - 1855: Jakob Stämpfli - 1856–1857: Jonas Furrer - 1858: Josef Martin Knüsel - 1859–1861: Jonas Furrer - 1861–1863: Jakob Dubs - 1864–1865: Josef Martin Knüsel - 1866: Jakob Dubs - 1867–1873: Josef Martin Knüsel - 1874–1875: Paul Cérésole - 1876–1880: Fridolin Anderwert - 1881: Emil Welti | - 1882: Louis Ruchonnet - 1883: Adolf Deucher - 1884–1893: Louis Ruchonnet - 1894–1895: Eugène Ruffy - 1895–1897: Eduard Müller - 1897–1900: Ernst Brenner - 1901: Robert Comtesse - 1902–1907: Ernst Brenner - 1908: Josef Anton Schobinger - 1908: Ludwig Forrer - 1909–1911: Ernst Brenner - 1911: Arthur Hoffmann - 1912: Eduard Müller - 1913: Camille Decoppet - 1914–1919: Eduard Müller | - 1920 – 1934: Heinrich Häberlin - 1934 – 1940: Johannes Baumann - 1941 – 1951: Eduard von Steiger - 1952 – 1958: Markus Feldmann - 1959: Friedrich Traugott Wahlen - 1960 – 1971: Ludwig von Moos - 1972 – 1982: Kurt Furgler - 1983 – 1984: Rudolf Friedrich - 1984 – 1989: Elisabeth Kopp - 1989 – 1999: Arnold Koller - 1999 – 2003: Ruth Metzler-Arnold - 2003 – 2008: Christoph Blocher - 2008 – 2010: Eveline Widmer-Schlumpf - 2010 - 2018: Simonetta Sommaruga - 2019 - 2022: Karin Keller-Sutter | - 2023: Élisabeth Baume-Schneider - desde 2024: Beat Jans |